# Océan (film, 2002)
Pour les articles homonymes, voir Océan (homonymie).
Pour plus de détails, voir Fiche technique et Distribution.
Océan est un film québécois réalisé par Catherine Martin en 2002.

## Fiche technique
- Titre : Océan
- Réalisation : Catherine Martin
- Scénario : Catherine Martin
- Musique : Robert Marcel Lepage
- Photographie : Carlos Ferrand
- Montage : Natalie Lamoureux
- Production : Claude Cartier
- Société de production : Les Productions Virage
- Pays :  Canada
- Genre : Documentaire
- Durée : 50 minutes
- Dates de sortie : 
  -  Canada : 2002